# Барка Данте
«Барка Данте», також «Данте і Вергілій у пеклі» (фр. La Barque de Dante) — картина французького живописця Ежена Делакруа, написана в 1822; перший значний твір Делакруа, одна з перших робіт, що за поширеною думкою ознаменували собою перехід від неокласицизму до романтизму в історії західноєвропейського живопису. Картина була написана в 1822 до відкриття Паризького салону і нині виставлена в Луврі .

## Опис
Сюжет картини заснований на восьмій пісні Пекла Данте: поет і його провідник Пеклом давньоримський поет Вергілій перетинають річку Стікс на тлі палаючого Міста мертвих, з вод якого здіймаються душі грішників. Хоча розташування фігур на картині більшою мірою ще сумісне з принципами неокласицизму, що домінували тоді у французькому живописі, в деяких важливих аспектах вона явно відійшла від французької неокласичної традиції.
Дим позаду і несамовитий рух одягу, в який загорнутий веслувальник Флегій, вказують на сильний вітер. Місто позаду — виглядає як велетенська піч. Картина зображує світ люті, божевілля і відчаю, на ній немає ні розради, ні прихистку.

Картина досліджує психологічні стани зобрадених людей і використовує компактні, драматичні контрасти, щоб наголосити на їхніх різних реакціях на відповідні скрутні ситуації. Усунення Вергілія від навколишнього шуму і його турбота про благополуччя Данте є очевидним протиставленням страху, занепокоєння та фізичного стану дисбалансу останнього. Душі знизу подібні до гротескних підставок для книг, які додають клаустрофобний штрих до всієї картини.
Краплі води, що стікають тілами проклятих, зображені в манері, що рідко зустрічається аж до початку дев'ятнадцятого століття. Чотири різних, незмішаних пігментів, у дискретно нанесених кількостях, становлять зображення однієї краплі та її тіні. Білий колір використовується для виділення, штрихи жовтого та зеленого позначають довжину краплі, а сама тінь – червона.

## Критика
Критики висловили низку думок про «Барку Данте» . Один із суддів Паризького салону, Етьєн-Жан Делеклюз, висловив своє невдоволення, назвавши роботу «справжньою мазаниною». Інший суддя, Антуан-Жан Гро, високо оцінив її, назвавши «стриманим Рубенсом» .